# Gare de Hockai
La gare de Hockai était une gare ferroviaire belge de la ligne 44, de Pepinster à Stavelot, située à Hockai sur le territoire de la commune de Stavelot, en Région wallonne, dans la province de Liège.
Elle est mise en service en 1867 par la Société royale grand-ducale des chemins de fer Guillaume-Luxembourg. C'était une gare de la Société nationale des chemins de fer belges (SNCB) fermée au trafic voyageurs en 1959.

## Situation ferroviaire
La gare de Hockai se trouvait au point kilométrique (PK) 23,7 de la ligne 44, de Pepinster à Stavelot (tronçon fermé et désaffectée de Spa-Géronstère à Stavelot).
Établie à 539 mètres d'altitude, elle constituait le point culminant du réseau ferroviaire belge jusqu'en 1918, lorsque la gare de Losheimergraben lui enlève ce titre. Depuis la fermeture de ces deux gares et de la ligne de Libramont à Bastogne, la gare de Libramont (485,40 m), est la plus élevée de Belgique en service.

## Histoire
La gare de Hockai est mise en service le 20 février 1867 par la Société royale grand-ducale des chemins de fer Guillaume-Luxembourg, lorsqu'elle ouvre à l'exploitation la ligne de Gouvy à Spa (actuelles sections des lignes 44, 45 et 42).
Le bâtiment de la gare a la particularité d'être bâti à l'écart de la ligne, au sommet de la tranchée où se trouvaient les voies, les quais et un petit bâtiment, disparu depuis, exerçant la fonction de salle d'attente.
Hockai est fermée au trafic voyageurs le 2 août 1959 en même temps que le tronçon de Spa-Géronstère à Stavelot.

## Patrimoine ferroviaire
Le bâtiment des recettes appartient à un type non standard des Chemins de fer Guillaume-Luxembourg. De style fonctionnel, il se caractérise par un plan en « L » avec une aile de trois travées ayant des portes et fenêtres rectangulaires (qui ne sont pas sans rappeler celles de la Compagnie des chemins de fer de l'Est, réseau français qui exploitait cette ligne de 1867 à 1872). L'aile latérale au toit moins pentu possède deux fenêtres au sommet arrondi à l'étage dans sa configuration d'origine. Une petite verrière, désormais disparue, avait été ajoutée au mur latéral de la partie frontale.
Le petit bâtiment du quai, accessible depuis un chemin en rampe, était construit en briques et en pierres décoratives. Il apparaît d'abord coiffé d'un toit à deux croupes sur une carte postale ancienne et avec un toit reconstruit (toit plat, fronton décoratif et extension en appentis) sur une autre photographie. Seuls la rampe et le mur de soutènement attenant témoignent de ce bâtiment et des quais.
Le bâtiment principal est réaffecté en commerce et ses façades sont altérées par rapport à l'état d'origine. Un pré-RAVeL a été réalisé sur l'assiette de la ligne ; il est en cours de transformation en véritable RAVeL (chemin asphalté, abords sécurisés, etc.) en 2021.